# I'll Be on My Way
Singles de Billy J. Kramer & the Dakotas
Bad to Me
(1963)
I'll Be On My Way est une chanson composée par Paul McCartney (mais signée Lennon/McCartney) et interprétée par les Beatles durant leurs premiers concerts. En 1963, elle est offerte au groupe Billy J. Kramer & the Dakotas qui la publie en face B de leur premier single en avril 1963. Elle atteint ainsi la 2e place des charts.
Les Beatles en enregistrent une version diffusée dans l'émission Side by Side par la BBC le 24 juin 1963. Cette version reste inédite jusqu'en 1994, lors de la publication de l'album compilation Live at the BBC.
Il s'agit d'une chanson d'amour assez sirupeuse et comprenant un bon nombre de clichés, issue d'une tentative de McCartney pour imiter le style de son idole Buddy Holly.

## Historique
I'll Be on My Way est une des premières chansons composées par les Beatles, durant leurs séjours à Hambourg en 1961. Elle est l’œuvre de Paul McCartney qui cherchait à imiter le style d'une de ses idoles, Buddy Holly. Elle reste quelque temps au répertoire du groupe, son auteur se souvenant des années plus tard qu'elle « fonctionnait fort bien » sur scène. Cependant, la chanson n'est pas jouée lors de leur audition chez Decca, ni à EMI, laissant supposer qu'elle avait été délaissée dès 1962.
En 1963, il s'agit d'une première chanson signée Lennon/McCartney à être confiée à un autre groupe. Brian Epstein est en effet depuis peu le manager d'un autre groupe de Liverpool, Billy J. Kramer & the Dakotas, et leur cherche un premier single. La face A du single, Do You Want to Know a Secret, est une autre chanson du tandem que les Beatles eux-mêmes interprètent sur leur premier album. I'll Be on My Way est pour sa part proposée en face B et enregistrée le 14 mars 1963 aux studios EMI d'Abbey Road sous la direction de George Martin, le producteur des Beatles.
Le single, publié le 26 avril 1963, entre dans les charts la semaine suivante et monte jusqu'à la deuxième place, juste derrière From Me to You, des Beatles. En 1979, la version de Billy J. Kramer & the Dakotas est publiée sur la compilation The Songs Lennon and McCartney Gave Away qui recense un certain nombre de compositions du duo confiées à d'autres interprètes. Sur cette édition, à l'instar de la sortie du single, le crédit d'écriture est inversé à McCartney/Lennon suivant la façon de créditer les chansons du tandem au moment de la publication de l'album Please Please Me.

## Version des Beatles
Pistes inédites de Live at the BBC
Keep Your Hands Off My Baby Young Blood
Les Beatles l'ont enregistrée au studio « Paris » (en) de Londres le 4 avril 1963 pour l'émission radio Side By Side de la BBC, diffusée le 24 juin suivant. Longtemps inédite, cette version est publiée en 1994 sur l'album Live at the BBC, vendu à plusieurs millions d'exemplaires. Créditée cette fois à Lennon/McCartney, I'll Be on My Way y est la seule chanson originale inédite du groupe et la première chanson signée par le tandem à sortir depuis 1970.

### Personnel
- John Lennon – chant, guitare acoustique
- Paul McCartney – chœurs, basse
- George Harrison – guitare solo
- Ringo Starr – batterie

## Analyse musicale
Avec le temps, les Beatles n'ont fait que peu de cas de la qualité de cette chanson. Lorsqu'on lui en parle en 1980, John Lennon s'exclame en riant « C'est Paul, d'un bout à l'autre. Ça sonne bien comme lui, non ? Tra la la la la ». McCartney, plus indulgent, concède qu'elle est très sirupeuse.
Sur le fond, il s'agit d'une chanson d'amour très simple : lorsque le soleil se couchera, le chanteur partira, quittera sa petite amie. La forme s'inspire de Buddy Holly, notamment d'une de ses dernières chansons, en 1959, It Doesn't Matter Anymore. Le texte regorge pour sa part des clichés romantiques de l'époque.